# Sân bay Bologna
Sân bay Bologna (tiếng Italia: Aeroporto di Bologna) hay Sân bay Guglielmo Marconi (IATA: BLQ, ICAO: LIPE) là một sân bay ở thành phố Bologna ở Italia. Sân bay này cách trung tâm thành phố khoảng 6 km về phía tây bắc, tại vùng Emilia-Romagna của Italia, khoảng 200 km về phía đông của Milano.
Sân bay này được đặt tên theo Guglielmo Marconi, một kỹ sư điện đoạt Giải Nobel người Italia, sinh ra ở Bologna.

## Các hãng hàng không và các tuyến điểm
- Aegean Airlines (Heraklion, lịch mùa Hè năm 2007)
- Aer Lingus (Dublin)
- Air France (Paris-Charles de Gaulle)
  - do hãng HOP! cung ứng (Lyon)
- Air Malta (Malta)
- Air Slovakia (Bratislava)
- Alitalia (Milan-Malpensa, Rome-Fiumicino)
  - do hãng Alitalia Express cung ứng (Milan-Malpensa, Rome-Fiumicino)
- Atlas Blue (Marrakech)
- Austrian Airlines (Florence, Vienna)
- Blu-express (Bari)
- Blue Air (Bucharest-Băneasa)
- Blue Panorama Airlines (Cancún, Cayo Largo, La Habana, La Romana, Mombasa, Zanzibar) (bay thuê bao)
- British Airways (London-Gatwick)
- Brussels Airlines (Brussels)
- Carpatair (Timişoara)
- Czech Airlines (Prague)
- Elbafly (Elba)
- Germanwings (Cologne/Bonn)
- Hellas Jet (Athens)
- Iberia (Madrid)
  - do hãng Air Nostrum cung ứng (Barcelona, Ibiza [theo mùa], Valencia)
- KLM Royal Dutch Airlines (Amsterdam)
  - operated by KLM Cityhopper (Amsterdam)
- Lufthansa (Frankfurt, Munich)
  - operated by Air Dolomiti (Frankfurt, Munich)
- Meridiana (Cagliari, Catania, Malta, Olbia, Palermo)
- MyAir (Bordeaux, Bucharest-Băneasa, Brindisi, Catania, Ibiza, Lametia Terme, Madrid, Paris-Charles de Gaulle, Sofia, Venice)
- Neos (Sal Island, Sevilla, Skiathos, Tel Aviv)
- Royal Air Maroc (Casablanca)
- Scandinavian Airlines System (Copenhagen)
- Sterling Airlines (Stockholm-Arlanda)
- TAP Portugal (Lisbon)
- TAROM (Cluj-Napoca)
- Vueling Airlines (Madrid, Paris-Charles de Gaulle)(ngưng tháng 2 năm 2008)